# Cynthia Dale Scott
Cynthia Dale Scott es una actriz estadounidense nacida en Rochester, Nueva York. Es reconocida principalmente por su actuación en la película de James Cameron Aliens: El regreso (1986), donde interpretó a la soldado Dietrich.

## Carrera
Cynthia nació en Rochester, Nueva York. En 1986 debutó en el cine interpretando a la soldado Dietrich en la película de terror y ciencia ficción Aliens: El regreso, donde fue dirigida por James Cameron y compartió elenco con Sigourney Weaver, Bill Paxton, Michael Biehn y Lance Henriksen, entre otros. La película fue un éxito en taquilla y para la crítica, y su papel en ella fue alabado. Un año más tarde integró el elenco de la serie de televisión Mister Belvedere interpretando a Katrina. En 1988 apareció nuevamente en una producción relacionada con alienígenas en Invasion Earth: The Aliens Are Here, dirigida por George Maitland. En 1991 interpretó un pequeño papel en la película policíaca Rush, donde fue dirigida por Lili Fini Zanuck y compartió escena con Jennifer Jason Leigh y Jason Patric. A partir de entonces su participación en producciones cinematográficas redujo de manera considerable.
En 2014, la actriz apareció junto a otros actores de la saga de Alien como John Hurt, Tom Skerritt, Lance Henriksen, Michael Biehn, Carrie Henn y Veronica Cartwright en un documental titulado Alien Encounters: Superior Fan Power Since 1979, dirigido por Andrew David Clark.

## Filmografía

### Cine
- 1991 - Rush
- 1988 - Invasion Earth: The Aliens Are Here
- 1986 - Aliens: El regreso

### Televisión
- 1987 - Mister Belvedere

### Documental
- 2014 - Alien Encounters: Superior Fan Power Since 1979